# Кетелін Карп
Кетелін Карп (рум. Cătălin Carp, нар. 20 жовтня 1993, Кишинів, Молдова) — молдовський футболіст, півзахисник російського клубу «Уфа».

## Біографія

### Ранні роки
Кетелін Карп народився 20 жовтня 1993 року в Кишиневі. Любов до футболу юному Кетеліну дав його батько, футбольний тренер, а також багаторічний функціонер Федерації футболу Молдови Іліє Карп.
Свої перші кроки у футболі Кетелін робив у дитячій школі столичного «Зімбру». У 16 років він пограв за «ЦСКА-Рапід», команду першої ліги чемпіонату Молдови. Після цього був на перегляді в іспанському «Вільярреалі», італійському «Дженоа» та донецькому «Шахтарі». У квітні 2011 року поїхав з «Шахтарем-3» на турнір в Сардинію, на якому клуб зайняв перше місце, обігравши у фіналі «Барселону». Там він був визнаний не лише найкращим гравцем, але і з п'ятьма забитими м'ячами завоював звання найкращого бомбардира турніру. Після цього побував Кетелін і в першій команді, разом з якою пройшов збори в Австрії під керівництвом головного тренера «Шахтаря» Мірчі Луческу.

### «Динамо»
Коли Карпу виповнилося 18 років, він не став оформляти свої відносини з гірниками. Агент молодого футболіста Аркадій Запорожану сказав йому, що Карпа запрошують в «Динамо», і Кетелін відправився на перегляд до Києва. Кілька місяців по тому він підписав трирічний контракт.
У сезоні 2011/12 Кетелін провів всього 5 матчів за молодіжну команду «біло-синіх», але вже з наступного року став її повноцінним основним гравцем, зігравши у 28 матчах першості. Крім того Карп провів і три матчі за юнацьку (U-19) команду в яких забив два голи, допомігши їй виграти першу юнацьку першість України.
Влітку 2013 року тренер «молодіжки» Олександр Хацкевич очолив другу динамівську команду, що грала в першій лізі. З собою він взяв ряд гравців, в тому числі і Карпа. В професійних змаганнях дебютував 14 липня 2013 року в виїзному матчі проти чернігівської «Десни», який завершився внічию 0:0, а Каталін провів на полі увесь матч.

## Збірна
Кетелін є також громадянином Румунії, маючи окрім молдовського паспорта і румунський. Проте, що стосується національних збірних, виступав Карп лише за Молдову, починаючи з матчів, проведених у складі збірної U-16.
На початку 2013 року Карп був заграний за молодіжну збірну Молдови на Кубку Співдружності, на якому збірна зайняла 5 місце, а Карп зіграв у 5 матчах.
В серпні 2013 року головний тренер національної збірної Молдови Йон Карас включив Карпа в список гравців, викликаних на товариський матч проти Андорри, який відбувся 14 серпня в Кишиневі. Карп дебютував за збірну, вийшовши на 76 хвилині замість Євгена Сідоренка.